# گریگوری الکساندرف
گریگوری واسیلوویچ الکساندرف (روسی: Григо́рий Васи́льевич Алекса́ндров؛ ‏ ۲۳ ژانویهٔ ۱۹۰۳ – ۱۶ دسامبر ۱۹۸۳) کارگردان فیلم، بازیگر، فیلم‌نامه‌نویس، و استاد دانشگاه اهل اتحاد جماهیر شوروی بود.
از فیلم‌ها یا برنامه‌های تلویزیونی که وی در آن نقش داشته است، می‌توان به اعتصاب و رزم‌ناو پوتمکین اشاره کرد.
وی همچنین برندهٔ جوایزی همچون نشان لنین و جایزه هنرمند مردمی اتحاد جماهیر شوروی شده است.